# 科爾雷恩 (喬治亞州)
科爾雷恩（英語：Colerain）是位於美國喬治亞州康登縣的一個鬼鎮。由於此地已於1797年被荒廢，本地已無人居住。

## 地理
科爾雷恩的座標為30°49′59″N 81°54′02″W / 30.83306°N 81.90056°W，而該地的平均海拔高度為7米（即23英尺）。